# 統一黨 (南非)
統一黨是南非的一个政党，1934年至1948年期间为南非执政党。